# STS-112
STS-112 (englisch Space Transportation System) ist die Missionsbezeichnung für einen Flug des US-amerikanischen Space Shuttles Atlantis (OV-104) der NASA. Der Start erfolgte am 7. Oktober 2002. Es war die 111. Space-Shuttle-Mission, der 26. Flug der Raumfähre Atlantis und der 15. Flug eines Shuttles zur Internationalen Raumstation (ISS).

## Mannschaft
- Jeffrey Ashby (3. Raumflug), Kommandant
- Pamela Melroy (2. Raumflug), Pilotin
- Fjodor Jurtschichin (1. Raumflug), Missionsspezialist (Roskosmos/ Russland)
- Sandra Magnus (1. Raumflug), Missionsspezialistin
- Piers Sellers (1. Raumflug), Missionsspezialist
- David Wolf (3. Raumflug), Missionsspezialist

## Missionsüberblick
Die Atlantis lieferte, neben neuen Experimenten, mit S1 das zweite Gitterstrukturelement zur Internationalen Raumstation. Das S1-Element wurde an das S0-Element montiert, das von STS-110 zur Station transportiert wurde. Insgesamt wurden drei Ausstiege durchgeführt, während die Atlantis mit der ISS verbunden war.

## Missionsverlauf
Nach dem Ankoppeln am 9. Oktober (15:17 Uhr UTC) wurden Vorbereitungen für das Umsetzen des Gitterstrukturelements S1 (Steuerbordsegment 1) getroffen. Dieses wurde am folgenden Tag mit Hilfe des Shuttle-Manipulators aus der Ladebucht gehoben. Hier verblieb es mehrere Stunden zur Temperaturanpassung. Danach wurde es an den Manipulator der Station übergeben und an das bereits installierte zentrale Teil S0 angekoppelt. Während eines unmittelbar darauf folgenden Ausstieges (7:01 h) installierten David Wolf und Piers Sellers Energie-, Daten- und Kühlmittelleitungen an Ober- und Unterseite von S1. Außerdem lösten sie mehrere Starthalterungen an einem der drei Radiatoren an S1. Diese Radiatoren strahlen die überschüssige Wärme aus der Station sowie von den Solarzellenflächen ins Weltall aus. Zu den Arbeiten im Weltraum gehörte auch das Ausklappen, Sichern und Anschließen einer zusätzlichen S-Band-Antenne, das Lösen von Starthalterungen von einem kleinen Transportkarren (CETA – Crew and Equipment Translation Aid), mit dem Raumfahrer sowohl Material als auch sich selbst leichter entlang der Gitterstruktur transportieren können sowie die Installation einer Videokamera.

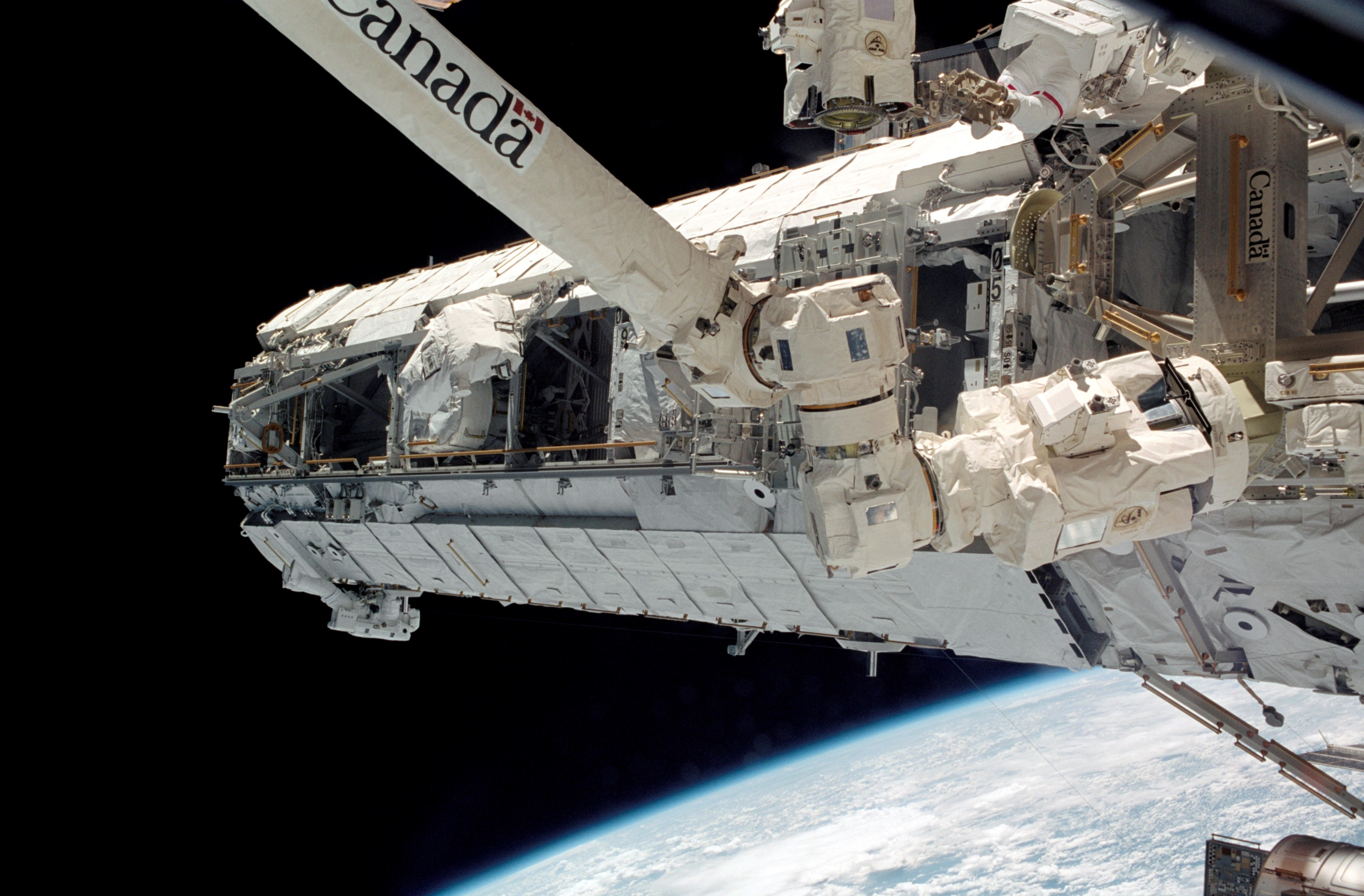
Strukturelement S1 am Robotarm Canadarm2

Starboard One Truss (S1) ist ein in Flugrichtung steuerbord angebrachtes Segment der im Endausbau über 100 Meter langen Gitterstruktur der Internationalen Raumstation. Dabei handelt es sich um eine im Querschnitt trapezförmige, starre Leichtmetallstruktur mit zusätzlichen Querstreben, die direkt an das zentrale Gittersegment S0 angekoppelt wurde. Das Gitterelement ist etwa 13,7 Meter lang, 4,57 Meter breit und hat eine Masse von 13,6 Tonnen. Es verfügt außerdem über ein System zum automatischen Anschluss an Versorgungsleitungen (Energie, Daten, Kühlmittel), einen Kühlmitteltank, einen Stickstofftank, drei Radiatoren (ca. 22 m) zur Abstrahlung überschüssiger Wärme (vor allem aus den Energiesystemen) nebst der zugehörigen Drehmechanik und Steuerelektronik (alles Teile des aktiven Temperatur-Regelungssystems), Stromkonverter und -verteiler, ein S-Band-Kommunikationssystem einschließlich Antenne, zwei Videoanschluss-Stationen, passive (2) und aktive (1) Segmentverbindungsanlagen sowie den Transportkarren CETA (Crew and Equipment Translation Aid).
CETA ist eine mobile Kleinplattform, die auf den Schienen der Gitterstruktur bewegt werden kann. Sie besteht aus einer Aluminiumplatte mit daran befestigten Halterungen für Nutzlasten, mit Führungsrädern, Feststelleinrichtungen, Stoßabsorbern und verschiedenen Behältern. Sie hat eine Masse von 283 kg, ist 2,50 m lang, 2,36 m breit und 0,89 m hoch. Mit eingeklappten Auslegern kann CETA von einer Seite des Mobilen Transporter auf die andere bewegt werden. Beide Systeme verwenden das gleiche Schienensystem.
Beim zweiten Ausstieg am 12. Oktober (6:04 h) wurden weitere Verbindungsleitungen verlegt. Außerdem wurden 22 Sicherheitseinrichtungen montiert, welche das schnelle Lösen von Verbindungsleitungen garantieren sollen (SPD – Spool Positioning Device). Sie wirken dem Aufbau eines Überdruckes in den Verbindungsstücken entgegen. Die Kühlmittelleitungen müssen während der Erweiterung der Station des Öfteren erweitert werden. Deshalb sind zuverlässig funktionierende Verbindungsstücke sehr wichtig. Wolf und Sellers installierten zudem eine weitere Videokamera (auf Destiny) und erneuerten ein Führungssystem für die Versorgungsleitungen am Mobilen Transporter (MT).
Mit dem dritten Außenbordeinsatz (6:36 h) wurden die Montagearbeiten am 14. Oktober abgeschlossen. Wolf und Sellers lösten weitere Halterungen an den Radiatoren, so dass einer von ihnen anschließend ausgefahren werden konnte, verbanden weitere Versorgungsleitungen miteinander, demontierten überflüssig gewordene Halterungen und Klammern, die während des Starts in der Nutzlastbucht der Atlantis notwendig gewesen waren und machten CETA 1 einsatzbereit.
Zwischen den Ausstiegen wurden etwa 820 kg Versorgungsgüter, Wasser und Experimente, darunter ein Minigewächshaus für Arabidobsis-Pflanzen, in die Station und etwa ebenso viel Experimentiermaterial und Abfall in den Shuttle transportiert. Zu den Materialien abgeschlossener Experimente gehörten Leberzellkulturen (STELSYS), Proteinkristallproben (PCG-STES), ein kleines Gewächshaus (Advanced Astroculture), mehrere Pflanzenprobenbehälter (Sojabohnen), Zeolithkristallproben, ein System zur Einkapselung von Medikamenten in mikroskopisch kleine Kügelchen (MEPS) und Datenträger. Außerdem wurden Sauerstoff-, Stickstoff- und Wassertanks im Ausstiegsmodul Quest aufgefüllt. Mit den Triebwerken der Atlantis wurde die Bahn des Orbitalkomplexes um knapp 10 Kilometer angehoben. Wichtig war auch der Austausch des Schwingungsdämpfungssystems am Laufband der Station. Mit der Dämpfung soll erreicht werden, dass Experimente, deren Ablauf stark von einer guten Mikrogravitation abhängt, bessere Ergebnisse liefern. Die Bewegungen der Raumfahrer in der Station verursachen kurzzeitig auftretende Kräfte und damit Störungen in der Mikrogravitation.
Nach dem Abkoppeln am 16. Oktober wurde die Station teilweise umflogen. Dabei wurden hochauflösende Aufnahmen gemacht, um die Erweiterungen genau zu dokumentieren. Zusätzlich zu einigen Routineuntersuchungen kam sowohl vor als auch nach dem gemeinsamen Flug von Raumfähre und Station der Messkomplex SHIMMER (Spatial Heterodyne Imager for Mesospheric Ralicals) zum Einsatz. SHIMMER besteht im Wesentlichen aus einer UV-Kamera, mit der sich die Konzentration von Hydroxylmolekülen in der oberen Atmosphäre (40–90 km) ermitteln lässt. Aus der Hydroxylkonzentration lassen sich Rückschlüsse auf die Beschaffenheit der Ozonschicht ziehen. Außerdem wurde eine kommerziell nutzbare Anlage zur kontrollierten Haltung biologischer Kulturen an Bord der Station, in diesem Falle von Hefe und Nierenzellen, verwendet (CGBA – Commercial Generic Bioprocessing Apparatus). Die fertigen Proben wurden gleich wieder mit zur Erde genommen.
Die Landung der Atlantis am Cape Canaveral erfolgte am 17. Oktober um 15:44 Uhr UTC.

## Tankkamera
Erstmals wurde eine Kamera an der Außenhülle der startenden Atlantis befestigt, die Videoaufnahmen des Starts lieferte.